# Itzcuauhtzin
Itzcuauhtzin o Itzquauhtzin (1475 o 9 caña - junio de 1520 o 2 pedernal) fue un cuauhtlahto que gobernó el altépetl de México-Tlatelolco. 

## Semblanza biográfica
Nació en el año 9 caña de acuerdo al calendario mexica, fue hijo de Tlacatéotl, sobrino de Xiuhcanahualtzin, nieto de Cuacuauhpitzáhuac y Acxocueitl. Su hermano fue Tezozomoctli, quien fue tlatoani de Cuauhtitlan.
Fue designado cuauhtlahto de Tlatelolco por Axayacatl. Fue asesinado por los españoles en el año 2 pedernal del calendario mexica, es decir, poco después de la matanza de Tóxcatl, probablemente el mismo día de la muerte de Moctezuma Xocoyotzin ocurrida el 29 de junio de 1520. Su cadáver fue transportado en canoa a Tlatelolco, en donde se le realizaron los honores fúnebres acostumbrados.